# Movimento de Sacerdotes para o Terceiro Mundo
O Movimento de Sacerdotes para o Terceiro Mundo surgiu na Argentina no final de 1967, no contexto de renovação da Igreja Católica, propiciado pelo Concílio Vaticano II. Também cabe dizer que foi um movimento fortemente inspirado:
- pela Encíclica "Populorum Progressio", de 28 de março de 1967, que atualizou a Doutrina Social da Igreja; e, principalmente:
- pelo Manifesto assinado por 18 Bispos que atuavam em países do Terceiro Mundo, liderados por Dom Hélder Câmara[1], datado de 15 de agosto de 1976.

Um dos trechos do Manifesto dos 18 Bispos, chega a afirmar que:
| “ | "[...] os cristãos têm o dever de mostrar que o verdadeiro socialismo é o cristianismo integralmente vivido, na justa repartição de bens e a igualdade fundamental de todos [...]" | ” |

.
Além disso, o Referido Manifesto condenava "os opressores do mundo dos pobres" que seriam o feudalismo, o capitalismo e o imperialismo; e convida os cristãos a aderir a "outro sistema social menos distanciado da moral evangélica, ao mesmo tempo que rechaça o "coletivismo autoritário e a perseguição religiosa".
Embora nenhum dos 18 Bispos que assinaram o manifestos fosse argentino, o documento teria forte repercussão naquele país. O documento chegou à Argentina, inicialmente, por meio de Alberto Devoto, então Bispo de Goya, que entregou uma versão em francês do documento ao padre Miguel Ramondetti durante uma visita. De volta a Buenos Aires, Miguel Ramondetti, inicialmente, apresentou o documento a Rodolfo  Ricciardelli e ao padre francês André Lanzón, que traduziram o documento para o espanhol.
Depois de traduzido, o documento foi reproduzido em um mimeógrafo e encaminhado a padres que, possivelmente, teriam simpatia pelo teor do documento, como meio de solicitar assinaturas de apoio. Muitos dos que receberam, além de se comprometer a fazer uma assinatura de apoio, também propuseram um encontro para debater o documento.
No final de 1967, o documento já contava 292 adesões e foi encaminhada uma Carta a Dom Hélder Câmara. Em fevereiro de 1968, o documento contava com 320 assinaturas de apoio, que chegariam a 400.
No início de maio de 1968, foi realizado um encontro em Córdoba, que contou com 21 sacerdotes escolhidos para representar 13 Dioceses. A partir desse encontro, o movimento passou a contar uma uma organicidade, tendo Miguel Ramondetti, como Secretário-Geral até agosto de 1973, quando foi sucedido por Osvaldo Catena. Também havia um secretariado integrado, nos primeiros anos, além do secretário-geral, por: Héctor Botan, Rodolfo Ricciardeli e Jorge Vernazza e, após 1972, por: Carlos Aguirre, Aldo Büntig e José Serra.
Em 1968, a Igreja Católica da América Latina se preparava para a Conferência de Medellín. Nesse contexto, o Movimento redigiu uma "Carta aos Bispos de Medellín", que recebeu assinaturas de apoio de 431 padres argentino, mas de 200 padres brasileiros, quase 100 padres uruguaios, cerca de 50 padres bolivianos, entre outros.
A partir de setembro de 1968, o Movimento passou a publicar um boletim interno chamado "Enlace", que teve Alberto Carbone como primeiro editor, que foi sucedido por Ramondetti, a partir de maio de 1971.
No início de maio de 1969, foi realizado o Segundo Encontro Nacional, em Córdoba, do qual participaram 80 padres escolhidos para representar 27 Dioceses. O encontro foi focado no debate em torno de quatro questões. Esse debate resultou na formulação de um documento, que chegou a algumas conclusões importantes, como:
- Existem países oprimidos;
- É necessário um processo de libertação que altere radicalmente as estruturas econômicas, políticas, sociais e culturais;
- Rechaço formal ao sistema capitalista e aos imperialismo econômico, político e cultural;
- Defesa de um socialismo latino-americano que promova o advento do Homem Novo, que inclua a socialização dos meios de produção, do poder econômico e político e da cultura;
- A libertação será obra dos povos pobres e dos pobres do povo, razão pela qual deve-se inserir no meio desses pobres.

No início de maio de 1970, foi realizado o Terceiro Encontro Nacional do Movimento em Santa Fé, do qual participaram 117 padres escolhidos para representar 25 Dioceses. Nesse encontro foi debatido o profetismo, no Antigo e no Novo Testamento, e a importância do peronismo para o processo revolucionário que deveria ocorrer na Argentina.
Em 29 de maio, guerrilheiros sequestraram o General Pedro Eugênio Aramburu, que dias depois seria assassinado. Em julho, o Padre Alberto Carbone, integrante do Movimento foi preso, sob a acusação de colaborar com os guerrilheiros, por ter emprestado uma máquina de escrever.
Em setembro de 1970, morreram dois integrantes do movimento Montoneros: Fernando Abal Medina e Carlos Gustavo Ramus morreram em enfrentamentos com a polícia. A missa de funeral desses guerrilheiros foi celebrada na Paróquia São Francisco Solano pelos padres Carlos Mugica e Héctor Benítez, integrantes do Movimento de Sacerdotes do Terceiro Mundo. Sete dias depois, os referidos padres foram detidos, acusados de apologia ao crime.
Em julho de 1971, foi realizado o Quarto Encontro Nacional, em Córdoba, com a participação de 160 padres que elaboraram o Documento de Carlos Paz, que se dividia em três partes: Denúncia, Constatação e Esperança.
Em 17 de novembro de 1972, Juan Domingo Perón retornou à Argentina após 17 anos de exílio. No avião que trazia Perón, estavam também os padres Carlos Mugica e Jorge Vernazza, integrantes do Movimento. Em dezembro, 60 integrantes do movimento se encontraram com Perón.